# HeavyLift Cargo Airlines
HeavyLift Cargo Airlines – australijskie linie lotnicze cargo z siedzibą w Sydney wykonujące loty planowe oraz czarterowe. Bazą linii jest lotnisko w Brisbane.

## Flota
Obecny stan floty HeavyLift Cargo Airlines to (stan na sierpień 2011):
- 1x Boeing 737-400F,
- 2x Boeing 727-200F,
- 2x Boeing 727-100F,
- 1x Short Belfast Freighter(inne języki).

## Porty docelowe
Heavylift Cargo Airlines wykonują loty planowe na trasach:
- Brisbane – Honiara (Wyspy Salomona) (raz w tygodniu)
- Brisbane – Port Moresby (Papua-Nowa Gwinea) (trzy razy w tygodniu)
- Cairns – Honiara (raz w tygodniu)

Ponadto, wykonują loty czarterowe cargo.